# Hommages (suite pour orchestre)
Pour les articles homonymes, voir hommage.
Hommages (titre original Homenajes) est une suite pour orchestre en quatre mouvements composée par Manuel de Falla en 1939, alors que le compositeur s'était exilé en Argentine. Deux mouvements sont des orchestrations de compositions instrumentales déjà publiées auparavant, Hommage pour le Tombeau de Claude Debussy (1920 pour guitare), et Hommage pour le tombeau de Paul Dukas (1935 pour le piano). La fanfare introductive quant à elle, avait été composée en 1933. Seul le dernier mouvement, Pedrelliana est une composition originale destinée à cette suite, par son titre elle est un hommage au compositeur Felipe Pedrell, maître de Falla. La suite a été créée le 18 novembre 1939 à Buenos Aires sous la direction du compositeur.

## Mouvements

### Fanfare sur le nom d'Arbos
Titre original: Fanfare sobre el nombre de E. F. Arbos. Falla compose cette fanfare de 38 mesures en hommage au chef d'orchestre et compositeur Enrique Fernández Arbós. Le thème principal entonné molto fortissimo par les trompettes sur une tonalité de ré mineur, est basée sur un motif de sept notes mi, fa, la, ré, si bémol, do, sol, à partir du nom d'Arbos. Les cors répondent ensuite aux trompettes, la superposition des deux pupitres de cuivres forme des accords en tierces. Pour en accentuer la sonorité, toutes les percussions (timbales et tambour), sont jouées avec des baguettes de bois. La fanfare se termine sur un tonitruant accord de ré majeur. 

### Hommage à Debussy
Titre original: A Claude Debussy: elegia de la guitarra. Par son caractère plus silencieux et tranquille, le deuxième mouvement, fait contraste avec la fanfare introductive.  L'effectif est constitué des cordes, de la harpe et d'un célesta, de bois par deux, d'une clarinette, de deux cors, et deux timbales. Le caractère sombre et fantomatique de la pièce est obtenu en jouant sur les tonalités graves des altos, des flûtes et de la clarinette. Falla fait une citation de Soirée dans Grenade la deuxième pièce du 1er livre d'Estampes de Debussy.  Un point d'orgue achève de donner à cet hommage son climat mystérieux.

### Reprise de laFanfarepuisHommage à Paul Dukas (Spes Vitæ)
Titre original: A Paul Dukas: Spes vitæ. Le mouvement est en partie inspiré du lento de son concerto pour clavecin. Comme pour la précédente pièce, Falla cite aussi une œuvre de celui dont il rend hommage, ici, la Sonate de piano de 1906 de Dukas. L'effectif d'un grand orchestre employé pour cette pièce, reprend l'orchestration de la Symphonie en ut de Dukas. 

### Pedrelliana
Pièce la plus développée de l'ensemble, elle emprunte ses nombreux thèmes à des airs composés par Felipe Pedrell pour son opéra la Celestine. Le thème principal est joué par les cors, et se retrouve tout au long de la pièce comme motif récurrent.  A la différente des autres mouvement, la tonalité de l'œuvre se veut optimiste, ce qu'atteste le choix d'une orchestration vive, constituée de cordes, harpes, deux trompettes, quatre cors, bois par deux, percussions.

## Partition
- Manuel de Falla, Homenajes: for orchestra, Milan, édition  G.Ricordi, 1953 (OCLC 65703503)

## Discographie
- Orchestre symphonique de Rome, direction Juan José Castro, RCA Victrola IM 2143
- Orchestre national de la radiodiffusion française, direction Ernesto Halffter, Columbia 33 FCX 272 (enregistré en 1956) réédité par EMI classics dans les Introuvable de Manuel de Falla.
- Orchestre de la Suisse romande, direction Ernest Ansermet Cascavelle VEL3134 (enregistrement live de 1961)
- Cincinnati Orchestra, direction Jesus Lopez-Cobos, Telarc CD80149 (enregistré en 1987)
- Orchestre symphonique Simón Bolívar, direction Eduardo Mata, Dorian Sono Luminus DOR-90210 (enregistré en 1994)
- Wurttembergisches Staatsorchester Stuttgart, direction  Luis Garcia-Navarro, Capriccio C10461 (enregistré en 1995)
- Orchestre symphonique de Barcelone. direction Edmon Colomer, Audivis Valois V 4768 (enregistré en 1996)
- Orchestre philharmonique de la BBC, direction Juanjo Mena, Chandos CHAN10694 (enregistré en 2012)